# Harp Lager

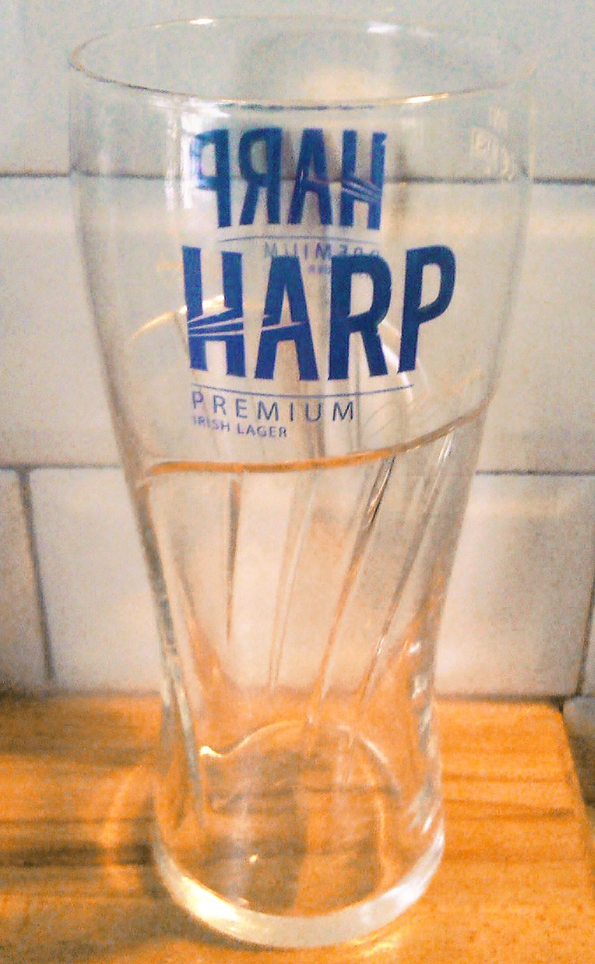
Bicchiere di birra Harp.

La Harp Lager (Harp Irish Lager since 1997) è una birra chiara del gruppo Guinness di origini irlandesi ora di proprietà della multinazionale Diageo.
Caratterizzata da un sapore corposo e molto deciso, questa lager si presenta in due varianti caratterizzate da diverse gradazioni alcoliche: 4.3% per la classica Harp Lager (5% per quella dedicata all'esportazione) e 6.3% per l'Harp Strong, con un retrogusto più forte e deciso. È presente anche la variante Harp Super, doppio malto con una gradazione alcolica di 9%. Esiste anche la variante Harp Export.
Il gusto particolare e rinfrescante della birra Harp è stato molte volte riconosciuto da Monde Selection che ha assegnato al marchio 6 premi di qualità.